# Meioneta gracilipes
Meioneta gracilipes là một loài nhện trong họ Linyphiidae.
Loài này thuộc chi Meioneta. Meioneta gracilipes được Herman Theodor Holm miêu tả năm 1968.